# Piața Miracolelor
Piața Miracolelor (în italiană Piazza dei Miracoli), cunoscută oficial ca Piața Domului (Piazza del Duomo), este un complex fortificat de 8,87 hectare, în centrul orașului Pisa, Toscana, recunoscut ca un important centru al artei medievale europene, și unul dintre cele mai valoroase ansambluri arhitecturale din lume. A aparținut Bisericii Catolice, și este dominată de patru mari edificii religioase: Catedrala din Pisa, Baptisteriul din Pisa, Turnul înclinat din Pisa (clopotnița catedralei) și Camposanto Monumentale („Cimitirul Monumental”). Parțial pavată și gazonată, Piața Miracolelor este, de asemenea, locul unde se află Ospedale Nuovo di Santo Spirito („Noul spital al Sfântului Spirit”), care găzduiește în prezent Muzeul Sinopiilor (Museo delle Sinopie) și Muzeul Catedralei (Museo dell'Opera del Duomo).
Numele popular al pieței a fost formulat de scriitorul italian Gabriele D'Annunzio, care, în romanul Poate că da, poate că nu (1910), a descris piața drept o „pajiște a miracolelor”. În 1987, întreaga piață a fost declarată sit al patrimoniului mondial UNESCO.

## Catedrala
Piața Miracolelor este dominată de Catedrala din Pisa (Duomo), edificiu medieval dedicat Sfintei Maria Assunta („Sfânta Maria a Adormirii”). Catedrala are două nave pe fiecare parte a naosului. Transeptul este format din trei nave. Biserica este cunoscută și sub numele de Primat, arhiepiscopul de Pisa fiind primat încă din 1092.
Construcția sa a început în 1064, după planurile arhitectului Buscheto. Aceasta a stabilit modelul pentru stilul arhitectural romanic pisan caracteristic. Mozaicurile din interior, precum și arcadele ascuțite, arată o puternică influență bizantină.
Fațada, din marmură cenușie și piatră albă decorată cu discuri de marmură colorată, a fost construită de un maestru pe nume Rainaldo, după cum indică o inscripție deasupra ușii din mijloc: Rainaldus prudens operator.
Ușile principale masive din bronz au fost realizate în atelierele lui Giambologna, înlocuind ușile originale distruse într-un incendiu în 1595. Ușa centrală originală era din bronz, executată în jurul anului 1180 de Bonanno Pisano, în timp ce celelalte două erau probabil din lemn. Cu toate acestea, credincioșii nu au folosit niciodată ușile de pe fațadă pentru a intra, intrând în schimb prin Porta di San Ranieri („Ușa Sfântului Ranieri”), din fața Turnului înclinat, construită în jurul anului 1180 de Bonanno Pisano.
Se crede că Galileo și-a formulat teoria despre mișcarea pendulului urmărind legănarea lămpii de tămâie care atârna de tavanul navei. Lampa respectivă, mai mică și mai simplă decât cea actuală, este păstrată acum în Campo Santo, în capela Aulla.

## Baptisteriul

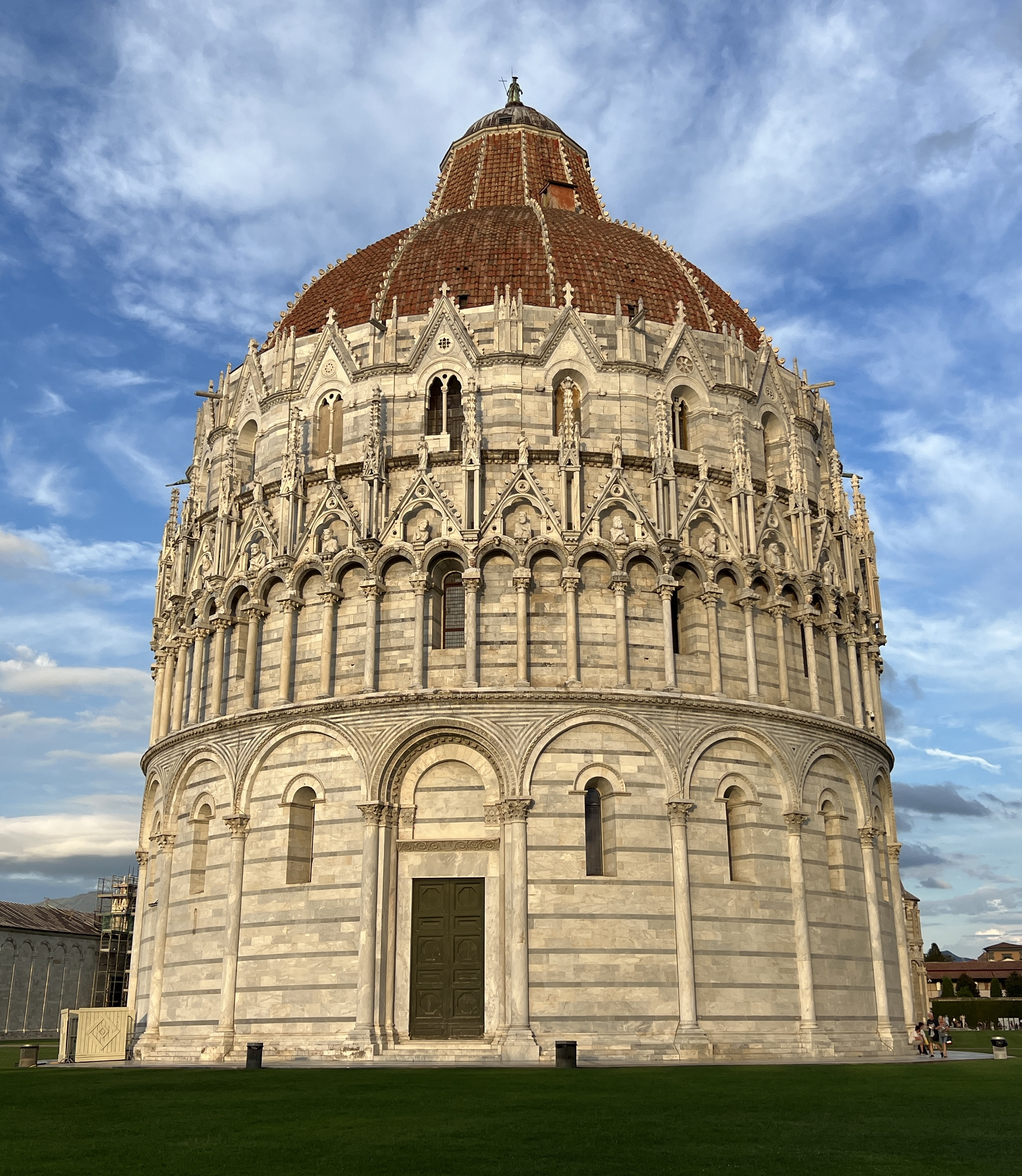
Baptisteriul

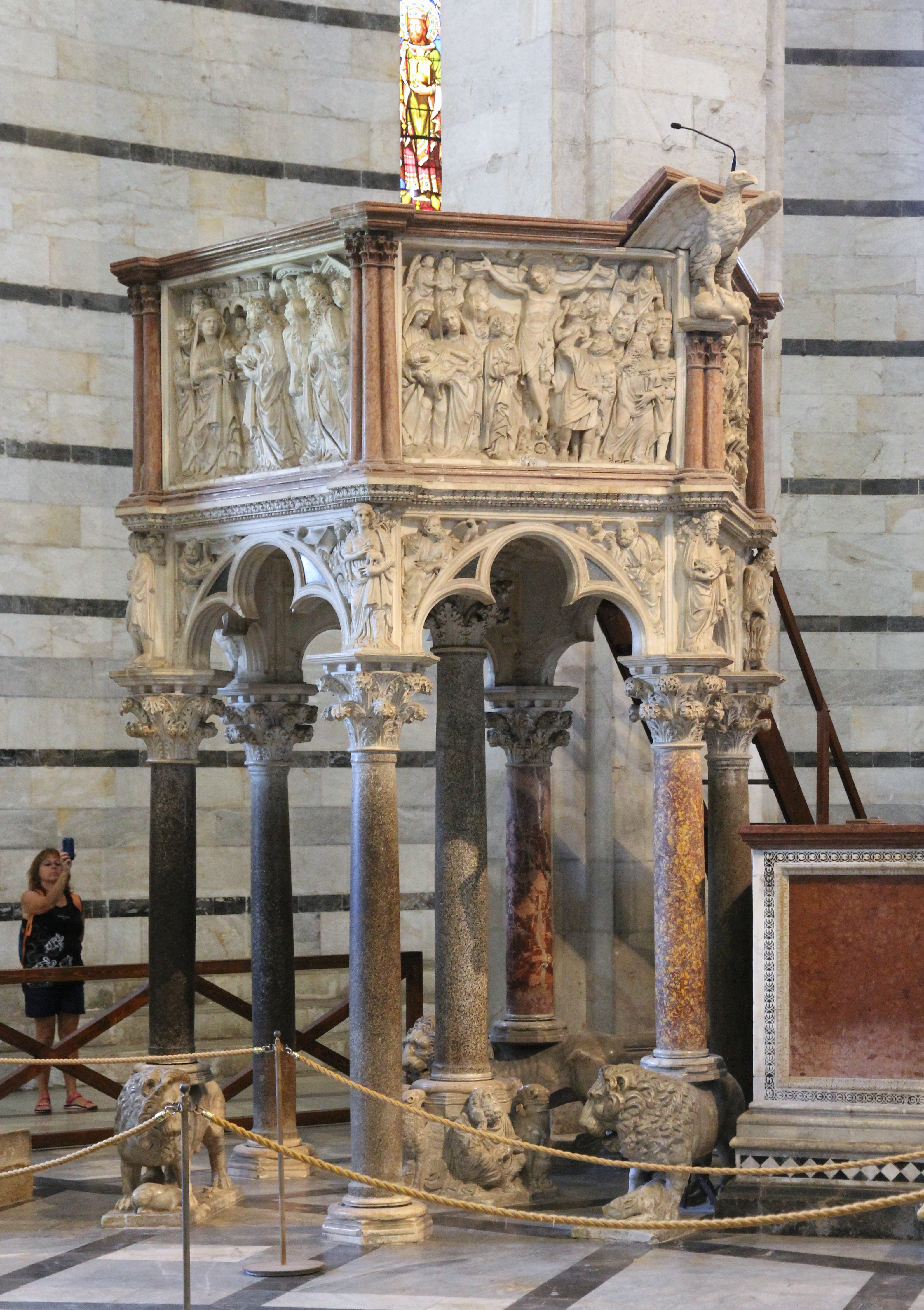
Amvonul Baptisteriului

Baptisteriul, dedicat Sfântului Ioan Botezătorul, se află vizavi de capătul vestic al Domului. Clădirea rotundă a fost începută la mijlocul secolului al XII-lea: 1153 Mense August fundata fuit haec („În luna august 1153 a fost amenajat aici...”). A fost construită în stil romanic de un arhitect cunoscut sub numele de Diotisalvi („Dumnezeu să te apere”), care a lucrat și la biserica Sfântului Mormânt din oraș. Numele său este menționat pe un stâlp din interior, ca Diotosalvi magister. Cu toate acestea, construcția nu a fost finalizată până în secolul al XIV-lea, când loggia, ultimul etaj și cupola au fost adăugate în stil gotic de Nicola Pisano și Giovanni Pisano.
Este cel mai mare baptisteriu din Italia, cu o circumferință de 107,25 m. Luând în considerare statuia Sfântului Ioan Botezătorul (atribuită lui Turino di Sano) din vârful domului, este chiar cu câțiva centimetri mai înalt decât Turnul înclinat.
Celebrul amvon a fost sculptat între 1255 și 1260 de Nicola Pisano, tatăl lui Giovanni Pisano, artistul care a realizat amvonul din Dom. Scenele de pe amvon, și în special forma clasică a lui Hercule gol, arată abilitățile lui Nicola Pisano ca cel mai important precursor al sculpturii renascentiste italiene prin reinstaurarea reprezentărilor antice. Prin urmare, studiile despre Renașterea italiană încep de obicei cu anul 1260, anul în care Nicola Pisano a datat acest amvon.

## Turnul

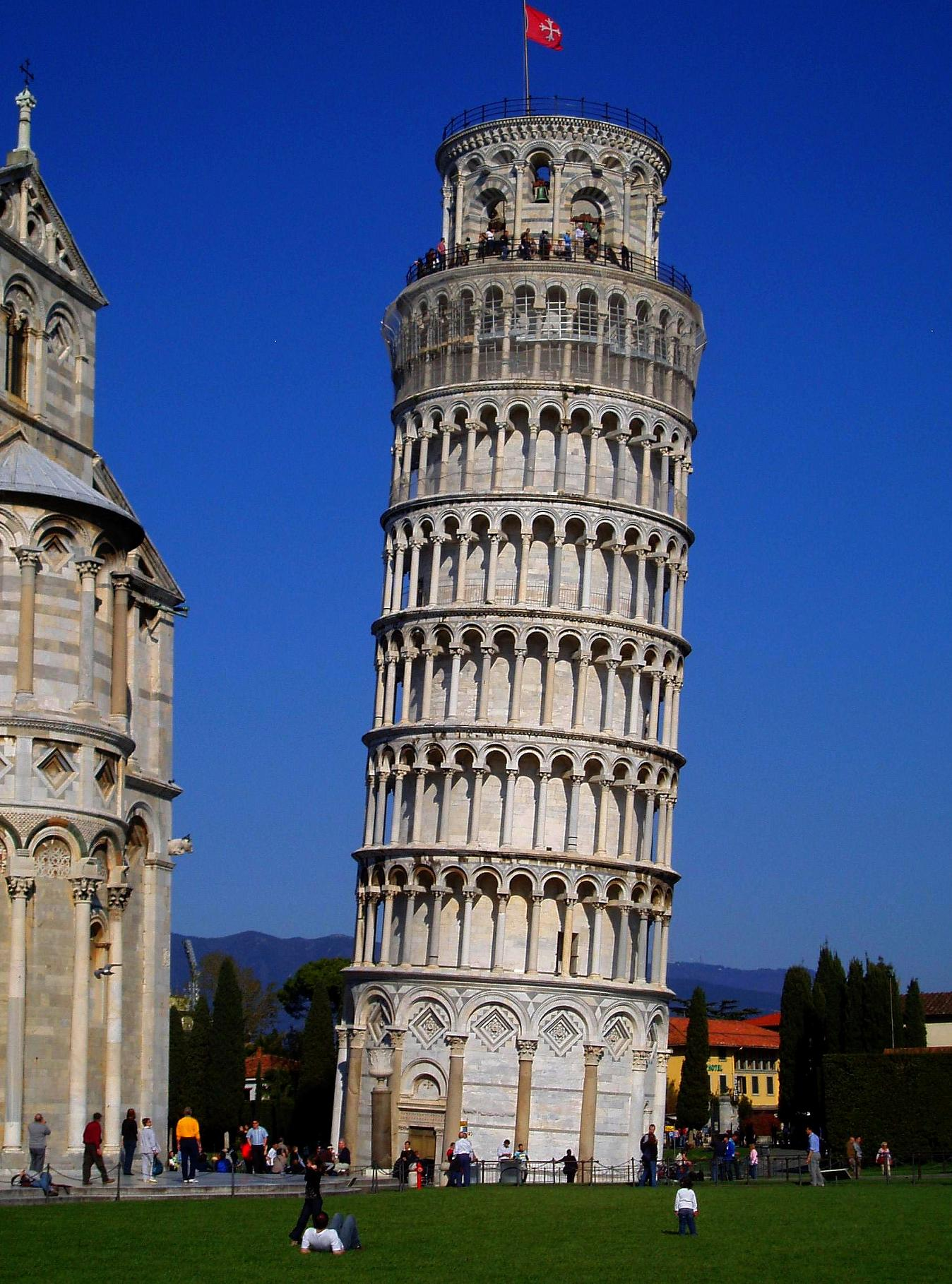
Turnul înclinat, 2009

Campanila („Turnul clopotniță”), cunoscut sub numele de Turnul înclinat din Pisa, este situat în spatele catedralei. Este ultima dintre cele trei clădiri importante ale pieței. Construcția a început în 1173, și s-a desfășurat în trei etape, pe parcursul a 177 de ani, camera clopotniței fiind adăugată abia în 1372. La cinci ani după începerea construcției, când clădirea ajunsese la nivelul etajului al treilea, subsolul fragil și fundația precară au dus la scufundarea clădirii pe latura sa sudică. Clădirea a fost abandonată timp de un secol, ceea ce a permis subsolului să se stabilizeze, și a împiedicat prăbușirea clădirii. În 1272, pentru a ajusta înclinarea clădirii, când construcția a fost reluată, etajele superioare au fost construite cu o latură mai înaltă decât cealaltă. Cel de-al șaptelea și ultimul etaj a fost adăugat în 1319. În momentul în care clădirea a fost finalizată, înclinarea era de aproximativ 1 grad, sau 80 cm față de verticală. La maximul său, măsurat înainte de 1990, înclinarea măsura aproximativ 5,5 grade. În 2010, înclinarea a fost redusă la aproximativ 4 grade.

## Camposanto Monumentale

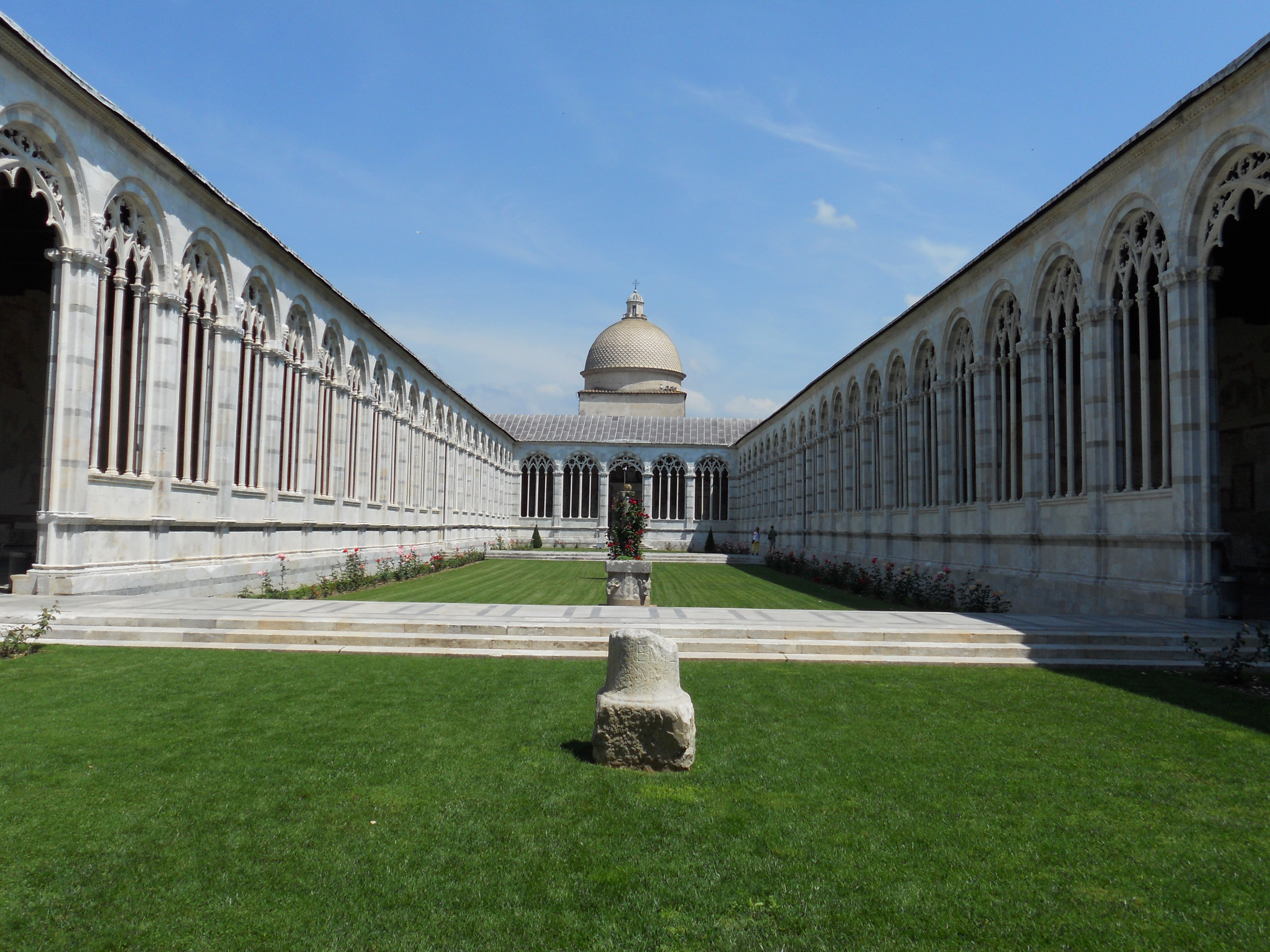
Interiorul Camposanto Monumentale

Camposanto Monumentale („Cimitirul Monumental”) este situat la marginea nordică a pieței. Se spune că acest cimitir înconjurat de ziduri a fost construit în jurul unei corăbii încărcate cu pământ sacru de pe Calvar, adus în Pisa de la cea de-a treia cruciadă de către Ubaldo de' Lanfranchi, arhiepiscopul de Pisa în secolul al XII-lea. De aici provine numele alternativ de Campo Santo („Câmpul Sfânt”).
Clădirea în sine datează de un secol mai târziu, și a fost ridicată peste cimitirul anterior. Construcția acestui claustru gotic imens, alungit, a fost începută în 1278, de către arhitectul Giovanni di Simone. Acesta a murit în 1284, când Pisa a suferit o înfrângere în bătălia navală de la Meloria împotriva genovezilor. Cimitirul a fost finalizat abia în 1464. 
Camposanto Monumentale conținea odinioară o mare colecție de sculpturi și sarcofage romane, dar acum au mai rămas doar 84. Pereții au fost cândva acoperiți cu fresce, primele au fost aplicate în 1360, iar ultimele aproximativ trei secole mai târziu.

## Ospedale Nuovo di Santo Spirito

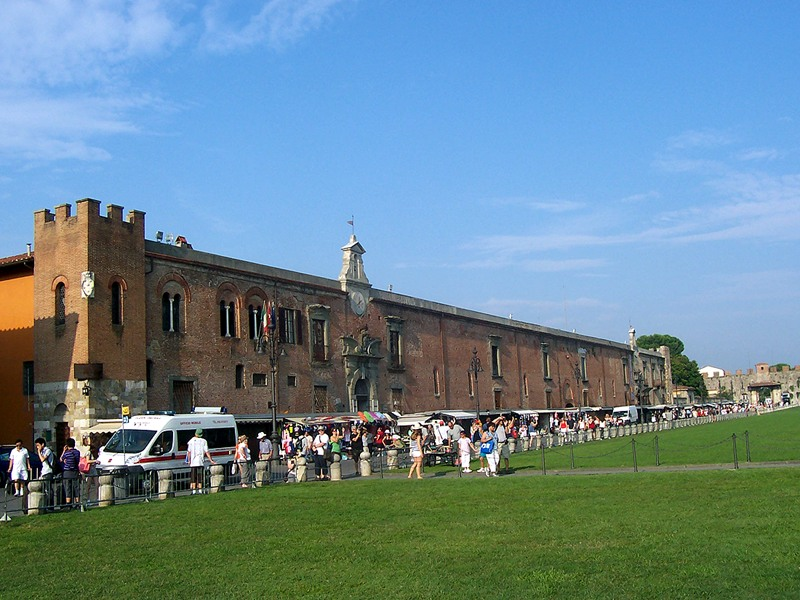
Nuovo di Santo Spirito

Ospedale Nuovo di Santo Spirito („Spitalul Nou al Sfântului Spirit”) este situat în zona de sud a pieței. Construit în 1257 de Giovanni di Simone, peste un spital mai mic preexistent, funcția acestui centru era de a ajuta pelerinii, persoanele sărace, bolnave și copiii abandonați, prin oferirea unui adăpost. Exteriorul spitalului a fost construit cu pereți de cărămidă, cu ferestre în stil gotic; interiorul spitalului a fost pictat în alb și negru, pentru a imita marmura celorlalte clădiri. În 1562, în perioada în care familia Medici domina orașul, spitalul a fost restructurat în conformitate cu canoanele Renașterii florentine; toate ușile și ferestrele au fost modificate cu altele noi dreptunghiulare încastrate în gresie gri.
Astăzi, clădirea nu mai este în întregime un spital. Din 1976, în partea centrală a clădirii se află Muzeul Sinopiilor, unde sunt păstrate desenele originale ale frescelor din Campo Santo.

## Palazzo dell'Opera

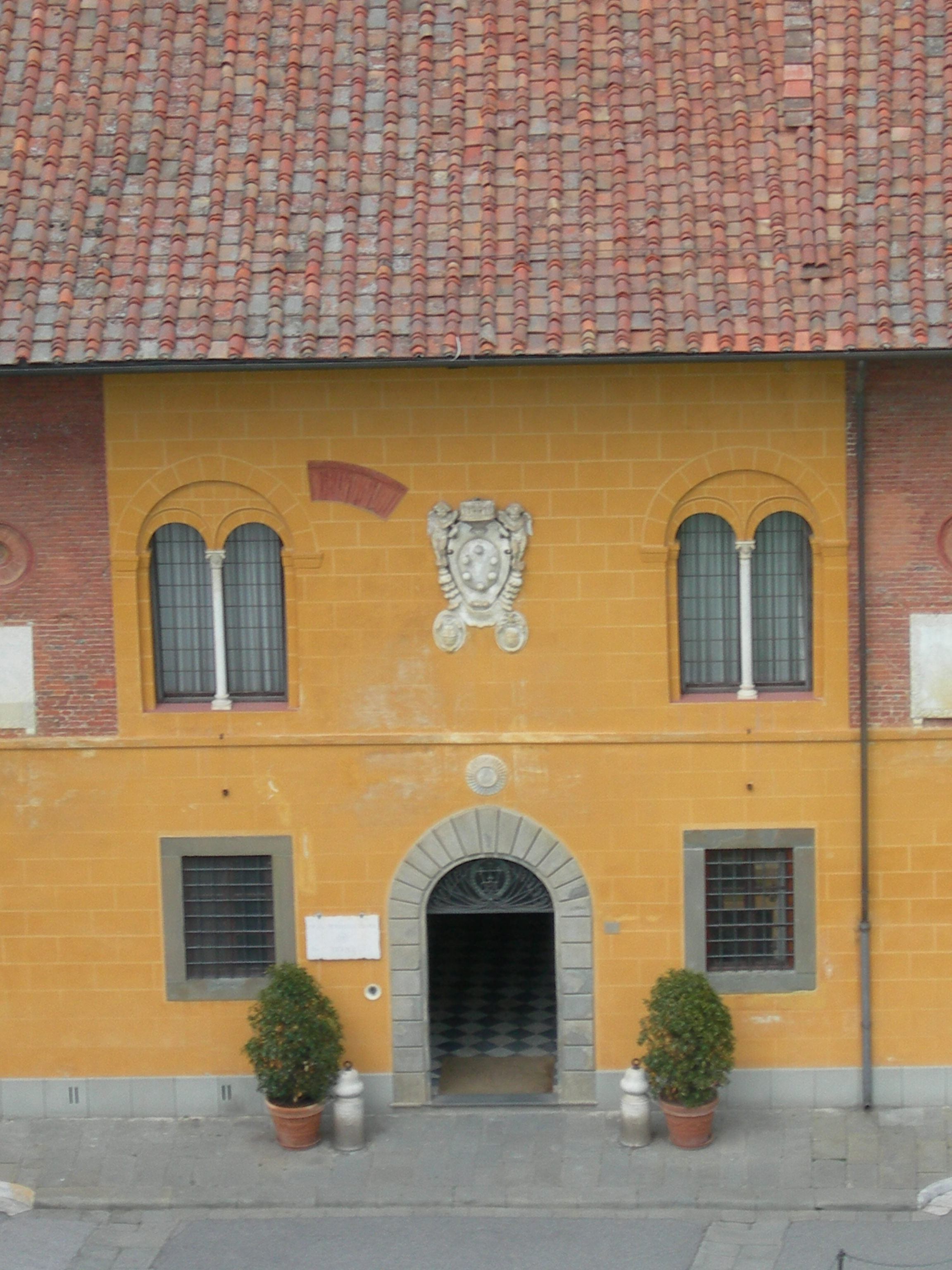
Intrarea principală

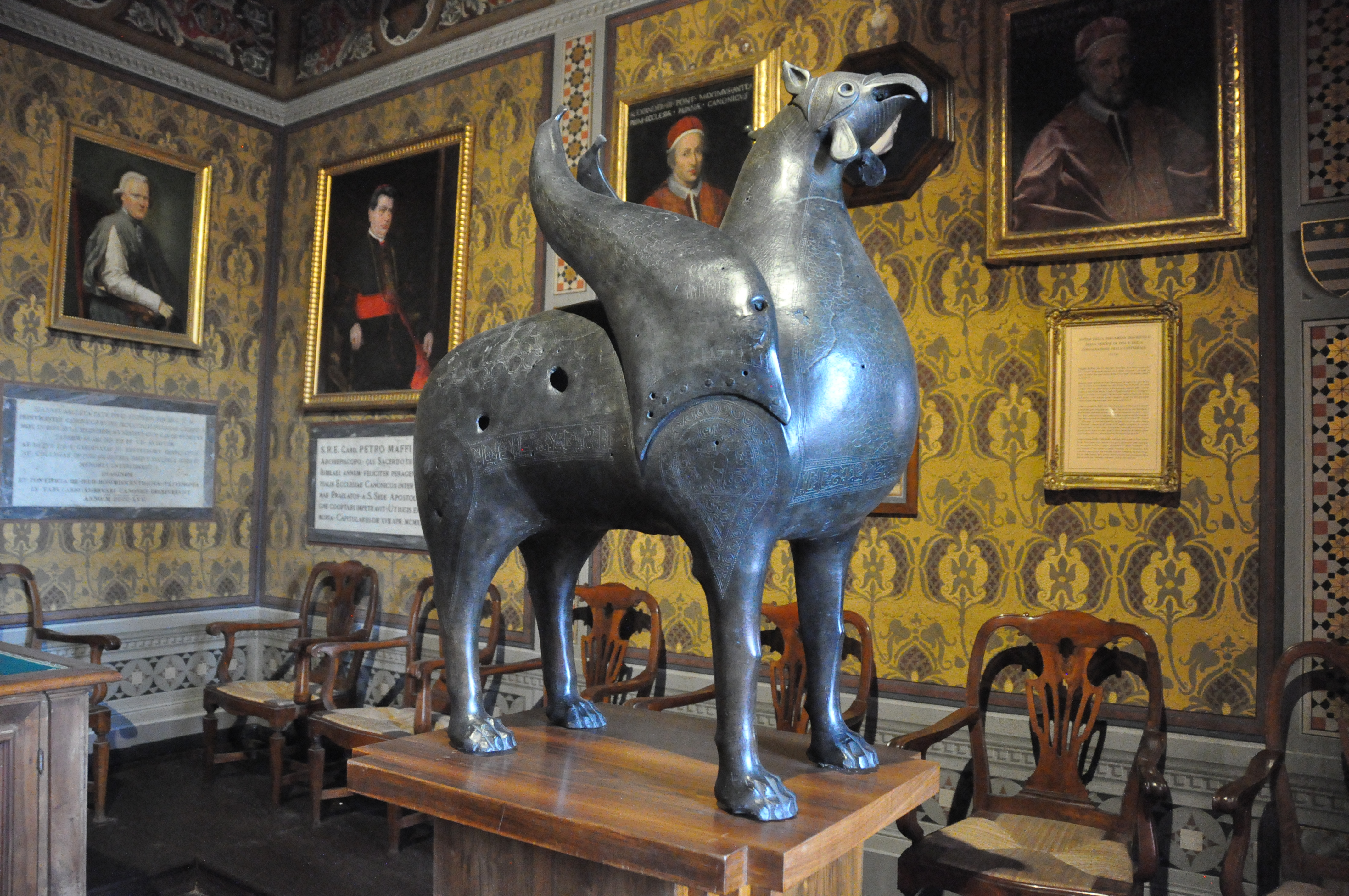
Grifonul din Pisa în sala capitulară

Palazzo dell'Opera, sau atelierele complexului, se află în colțul de sud-est al pieței. Laturile au fost construite în perioade diferite, clădirea principală datând cel puțin din secolul al XIV-lea, iar cea mai recentă din secolul al XIX-lea.
Inițial, aceste case au aparținut muncitorilor din complexul catedralei: croitorul, grădinarul, clopotarii, etc., până în secolul al XIX-lea, când au fost mutate aici birourile administrative ale Opera della Primaziale. În aceiași ani a fost mutată în interiorul complexului și sala capitulară. De-a lungul timpului, complexul a fost reamenajat de mai multe ori, însă fațada clădirii principale își păstrează încă aspectul original.
În primii ani ai secolului al XXI-lea, birourile administrative și sala capitulară s-au mutat din nou într-un palat din apropiere, aproape de arhiepiscopie. Doar câteva camere de la parter sunt încă folosite ca birouri pentru personalul tehnic și de supraveghere. După mutare, camerele superioare au fost transformate într-o platformă pentru expoziții temporare (2014). Aceasta este prima dată când oamenii au putut vizita efectiv aceste camere.
Cele mai valoroase camere deschise publicului sunt camera președintelui, camera deputaților, capela și sala capitulară. Printre cele închise se numără camera „Loggetta” (cu fresce de Agostino Ghirlanda), camera „Scrittoio” (cu o frescă de Il Sodoma), camera „Viola” și camera tehnică.